# Cech svatého Víta
Cech svatého Víta (původní název Sankt Viti Zeche, německy St. Veits Zeche) je zaniklá osada obce Drmoul v okrese Cheb v Karlovarském kraji.
Území bývalé osady se nacházelo větší částí v katastru obce Drmoul a menší částí v katastrálním území obce Trstěnice (k. ú. Trstěnice u Mariánských Lázní).

## Historie
Osada byla založena při historických dolech, těžících měděné rudy již v 16. století. Vesnice byla pojmenována podle důlního díla cech svatého Víta, nazvaného podle patrona farnosti v Trstěnicích. První písemná zmínka o vesnici však pochází až z roku 1756 a týká se důlní katastrofy. Provozní mistr vodního zařízení zapomněl zavřít hráz, voda protrhla rybníkové náspy a zatopila důl. Všichni horníci se utopili. Vesnici Cech svatého Víta s pěti staveními uvádí Schaller v roce 1778 jako alodiální panství Chodové Plané.

### Vývoj po roce 1945
Po nuceném vysídlení německého obyvatelstva po druhé světové válce se obec podařilo částečně dosídlit. Zprávy o počtu nových obyvatel chybí. Do vesnice však nevedla žádná silnice, spojení s okolními vesnicemi zajišťovaly jen nekvalitní polní cesty. Proto se noví osídlenci stěhovali do Drmoulu a po roce 1949 se Cech svatého Víta téměř vyprázdnil. V kronice obce Drmoul je uvedeno, že se nedělními brigádami v létě 1950 opravovala špatná polní cesta do Cechu svatého Víta. Z toho vyplývá, že vesnice nebyla zcela opuštěná. V roce 1951 již není Cech svatého Víta v matričním úřadu Drmoul veden.
V 50. letech 20. století zde bylo vybudováno vojenské cvičiště pro průpravu řidičů pásových vozidel. Cvičiště bylo využíváno do roku 2004, kdy byl zrušen vojenský útvar ve Velké Hleďsebi, respektive zrušeny kasárna v Klimentově, pro které cvičiště sloužilo.
Po opuštění prostoru armádou byla v roce 2011 v okolí Cechu svatého Víta otevřena naučná stezka.
Od roku 2011 byl v prostoru bývalého vojenského cvičiště budován motokrosový areál nazvaný Motocross na Cechu. Jsou v něm pravidelně pořádány různé závody.
Ačkoliv byl Cech svatého Víta v historické literatuře vždy uváděn samostatně, vesnice se nikdy nestala samostatnou obcí. Po celou dobu své existence spadala pod správu obce Drmoul, farností pod Trstěnice s kostelem svatého Víta.

### Hornictví
Doly na měděné rudy jsou uváděny již 16. století, na počátku 17. století jako vydatné se znamenitou tavitelností. Kromě rud mědi je uváděna i těžba stříbrných a železných rud. V letech 1916–1923 byly nacházeny na ložisku Cech svatého Víta rudy uranu, smolinec a uranové slídy. Uranové rudy byly velice bohaté, s průměrnou kovnatostí přes 5% uranu v hornině.  V roce 1924 byly obnoveny hornické práce a obnovena stará šachta. Práce však musely být pro nezvladatelnost čerpání důlních vod ukončeny.
Zprávy o nálezu uranových rud na počátku 20. století neunikly prospektorům na uranové rudy po roce 1945. Již v druhé polovině roku 1946 zde tehdejší Státní geologický ústav Republiky československé (SGÚ) prováděl průzkum v širším okolí Cechu svatého Víta. Ložisko však nebylo vyhodnoceno jako perspektivní a bylo upuštěno do těžby.
Průzkumná díla na uranové rudy se nacházela při západním okraji vesnice.

## Obyvatelstvo
Topograf Sommer uvádí v Cechu svatého Víta v roce 1838 sedm stavení s čísly popisnými. V roce 1756 je ve vesnici uváděno 11 domů a 53 obyvatel. V roce 1936 stálo ve vesnici 24 domů.
Při sčítání lidu v roce 1921 zde žilo 60 obyvatel, všichni německé národnosti. Všichni obyvatelé se hlásili k římskokatolické církvi.
Při sčítání lidu v roce 1930 zde žilo 75 obyvatel, všichni německé národnosti, kteří se hlásili k římskokatolické církvi.

## Pamětihodnosti
V rozvalinách vesnice byl v roce 2001 nalezen poničený pomník, který však někdo v roce 2005 ukradl. Byla vyrobena replika pomníku a v roce 2010 slavnostně odhalena a postavena asi 10 metrů od původního místa. Uprostřed vesnice stála socha archanděla Michaela z roku 1717. Roku 1762 byla převezena ke kostelu Čtrnácti svatých pomocníků ve Třech sekerách, kde je chráněna jako kulturní památka.